# Tableau de chasse (film, 2017)
Pour les articles homonymes, voir Tableau de chasse.
Pour plus de détails, voir Fiche technique et Distribution.
Tableau de chasse (Pokot, littéralement en polonais) est un film policier polonais écrit et réalisé par Agnieszka Holland et sorti en 2017. Le film est une adaptation du roman Sur les ossements des morts d'Olga Tokarczuk qui est aussi co-auteur du scénario.
Le film a remporté le prix Alfred-Bauer à la Berlinale 2017.

## Synopsis
Janina Duszejko est une femme à la retraite qui mène une vie isolée dans un village montagneux situé à la frontière entre la Pologne et la République tchèque. Passionnée d'astrologie, elle est une stricte végétarienne. Après la mort mystérieuse de son voisin braconnier, et d'autres morts étranges qui frappent son village, elle entame sa propre enquête.

## Fiche technique
- Titre original : Pokot
- Réalisation : Agnieszka Holland
- Scénario : Agnieszka Holland et Olga Tokarczuk, d'après le roman Prowadź swój pług przez kości umarłych (traduction française Sur les ossements des morts) d'Olga Tokarczuk
- Direction artistique : Marcel Sławiński et Katarzyna Sobańska-Strzałkowska
- Décors : Joanna Macha
- Costumes : Katarzyna Lewińska
- Photographie : Jolanta Dylewska, Rafał Paradowski
- Montage : Pavel Hrdlička
- Musique : Antoni Komasa-Łazarkiewicz
- Production : Krzysztof Zanussi, Janusz Wąchała
- Sociétés de production : Studio Filmowe Tor
- Sociétés de distribution : Next Film
- Pays d’origine :  Pologne,  Allemagne,  Tchéquie,  Suède,  Slovaquie et  France
- Langue : polonais
- Genre :  drame, policier
- Durée : 128 minutes
- Dates de sortie :
  - Pologne : 24 février 2017

## Distribution
- Agnieszka Mandat : Janina Duszejko
- Wiktor Zborowski : Matoga
- Jakub Gierszał : Dyzio
- Patrycja Volny : Dobra Nowina
- Miroslav Krobot : Boros
- Borys Szyc : Wnetrzak
- Tomasz Kot : Prokurator Swierszczynski
- Andrzej Grabowski : Prezes
- Katarzyna Herman : Zona Prezesa
- Marcin Bosak : Ksiadz Szelest
- Andrzej Konopka : Komendant
- Sebastian Pawlak : Listonosz
- Katarzyna Skarzanka : Dyrektorka
- Zofia Wichłacz :
- Piotr Zurawski :
- Monika Anna Wojtyllo :
- Adam Bobik :
- Aldona Struzik :
- Juliusz Krzysztof Warunek :
- Artur Krajewski :
- David Ali Hamade : Hatif Ma'awija
- Grzegorz Wojdon :
- Anita Poddebniak :
- Maciej Namyslo :
- Ryszard Herba :
- Katarzyna Bednarz :
- Izabela Maciuszek :
- Edwin Bazanski :
- Adam Rucinski :
- Joanna Gonschorek :
- Katarzyna Wolak :
- Aleksander Janiszewski :
- Klaudia Cygon :

## Distinctions

### Récompense
- Festival du film de Sundance 2017 : Prix Alfred-Bauer

### Sélections
- Berlinale 2017 : sélection officielle
- Festival international du film fantastique de Neuchâtel 2017 : Sélection Films of the third kind